# Triumph Vitesse
Triumph Vitesse är en personbil, tillverkad av den brittiska biltillverkaren Triumph mellan 1962 och 1971.
Våren 1962 presenterade Triumph sin nya modell Vitesse. Det var en Herald, försedd med en mindre version av den sexcylindriga motorn från Standard Vanguard Six. Bilen var avsedd att konkurrera med sportbilar som MGB, men med ett riktigt baksäte som bonus. Framvagnen hade förstärkts för att klara den extra vikten och försetts med skivbromsar. Man hade inte åtgärdat den enkla pendelaxeln bak och problemen med överstyrning var värre än på den svagare systermodellen. Till 1965 modifierades motorn med högre effekt som följd.
1966 fick bilen den större motorn från GT6:an och kallades nu Vitesse 2-Litre. Prestandan förbättrades avsevärt, vilket ytterligare förstärkte problemen med bakaxelkonstruktionen.
Den sista utvecklingen blev Vitesse Mk II från 1968, med modifieringar av front och interiör. Men den viktigaste ändringen var en förbättrad bakvagnsupphängning, som tog bort den värsta överstyrningen.
Produktionen av de olika Vitesse-modellerna uppgick till 51 212 exemplar.

## Versioner
| Modell        | Årsmodell | Motor              | Cylindervolym | Effekt   | Bränslesystem    |
| ------------- | --------- | ------------------ | ------------- | -------- | ---------------- |
| Vitesse       | 1962-66   | 6-cyl radmotor ohv | 1596 cm³      | 70-84 hk | Dubbla förgasare |
| Vitesse 2-L   | 1967-68   | 6-cyl radmotor ohv | 1998 cm³      | 95 hk    | Dubbla förgasare |
| Vitesse Mk II | 1969-71   | 6-cyl radmotor ohv | 1998 cm³      | 104 hk   | Dubbla förgasare |